# Mircea Albulescu

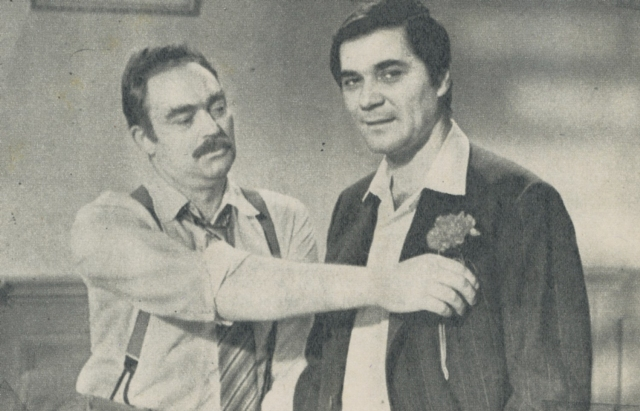
Mircea Albulescu și Ion Besoiu.

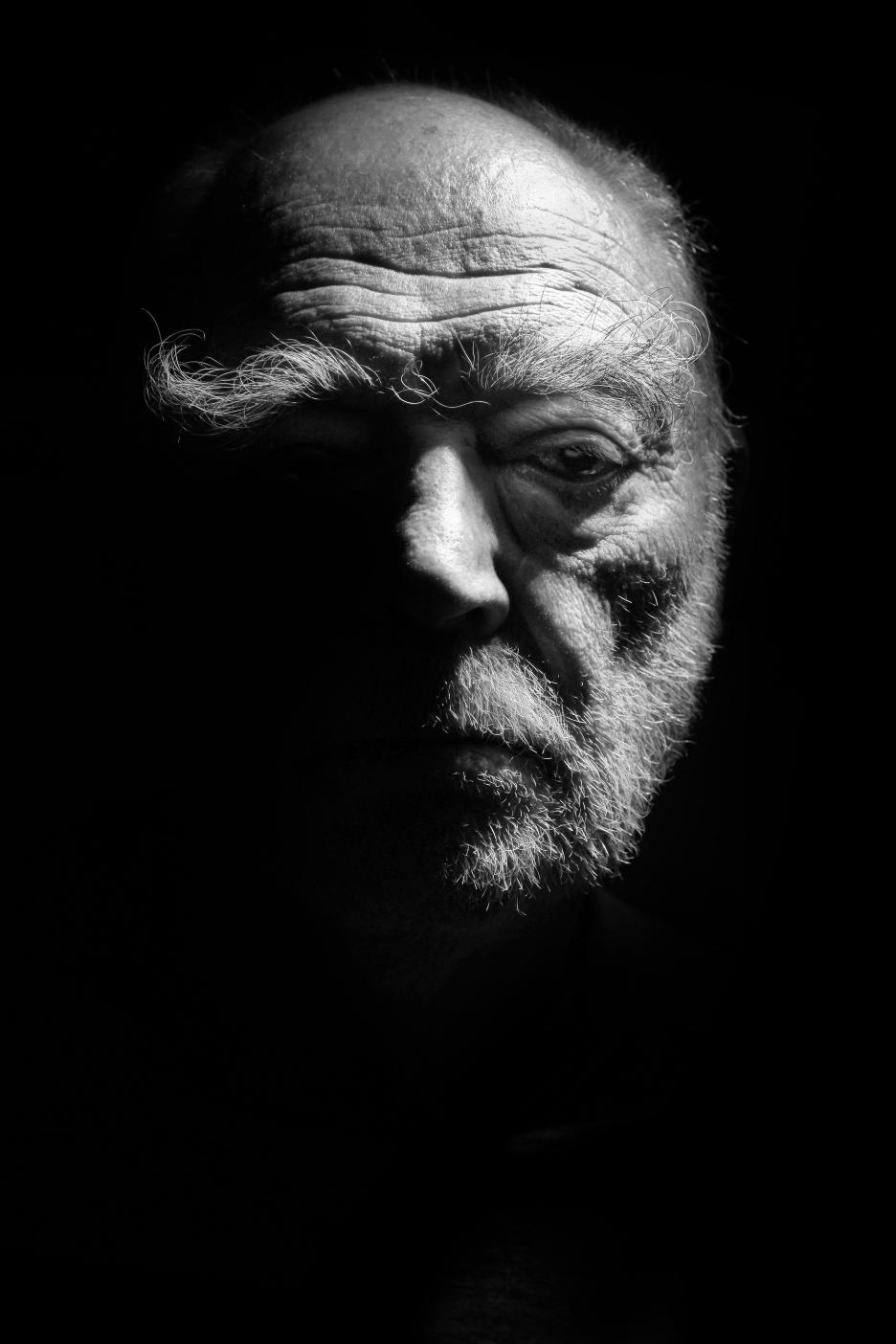
Mircea Albulescu, 30 mai 2012.

Mircea Albulescu (pe numele adevărat Iorgu Constantin V. Albulescu, n. 4 octombrie 1934, București – d. 8 aprilie 2016, București) a fost un actor român, profesor universitar (doctor în arte), publicist, poet, prozator, membru al Uniunii Scriitorilor. În iunie 2013 și-a anunțat retragerea din viața artistică.

## Biografie
S-a născut la București, pe 4 octombrie 1934, și a fost singurul copil al părinților săi. În cartea de identitate este Iorgu Albulescu - numele ales de tatăl său, Vasile Albulescu. În certificatul de naștere este Constantin Albulescu - numele nașului, iar în viața de zi cu zi este Mircea Albulescu - numele ales de mama sa.
Tatăl său, Vasile, era român din Vlașca, a studiat la Conservator și era dirijor de fanfară militară, iar mama sa era o poloneză frumoasă, pe nume Olga Tempinski. Aceasta a fost catolică, iar în toată copilăria sa l-a dus, duminică de duminică, la Biserica Bărăția, unde a început să dorească să devină ministrant, adică unul dintre băieții care participau la slujbă și ajutau preoții. Acest lucru nu era posibil, el fiind ortodox, asemeni tatălui.
S-a căsătorit la vârsta de 22 ani cu Maria și în urma căsniciei de peste 50 ani, a rezultat un fiu, Matei. Soția sa a decedat în anul 2007. Actorul are și un nepot, Vladimir. La 75 de ani, de dragul nepotului său, a învățat engleză și să lucreze pe calculator, având propria pagină de web.
Actorul a făcut școala primară la Liceul „Sfântul Andrei", unde, la acea vreme, predau călugări din Germania și se învăța intens limba germană. Această educație l-a ajutat să aibă înclinație către ordine și disciplină.
A lucrat ca artist-amator la Ateneul Popular, a fost figurant în Corpul de ansamblu al câtorva teatre din București dar a jucat și rolul Dinu din Lupii, în regia lui Moni Ghelerter, iar după 1950 a fost angajat la Teatrul Național București.
A absolvit Școala Medie de Arhitectură în anul 1952, cu diplomă de Conductor-Arhitect. Ce-ar fi vrut să facă în viață ? Potrivit spuselor sale:Nimic „N-am vrut să fac nimic, n-am vrut să ajung nimic. În timp ce eram elev la Școala de Arhitectura iubeam o fată, care fată era la Ateneul Popular Ana Ipătescu. Acolo puteai: să cânți în orchestră, să cânți în cor sau să fii în echipa de dansuri. Dacă nu erai bun la nici una din astea, erai trecut la echipa de teatru. Exact cazul meu”. În 1956 a absolvit Institutul de Artă Teatrală și Cinematografică din București, la clasa profesoarei Aura Buzescu, unde a fost coleg și bun prieten cu actorul Amza Pellea. Examenul de diplomă l-a susținut cu rolurile Alexei din Tragedia optimistă și Satin din Azilul de noapte, spectacole în regia lui Ion Cojar. A debutat cinematografic, în 1955, în pelicula Alarmă în munți în regia lui Dinu Negreanu.
A jucat în sute de piese pe scenele Teatrului Municipal din București, Teatrului de Comedie și Teatrului Național din București și a avut peste 90 de roluri în film.
A interpretat roluri memorabile în teatrul radiofonic, pe care-l considera cea mai prodigioasă dintre activitățile sale artistice și care a constituit subiectul tezei sale de doctorat, “Teatrul radiofonic; convertibilitatea mijloacelor de expresie actoricească în procesul creației” (2004). Despre Teatrul Național Radiofonic, în care a întruchipat peste 300 de personaje, Mircea Albulescu afirma: “Dacă 1000 de oameni ascultă...fiecare „vede ” altă piesă. Este receptorul cel mai creator.” 
Pe ecran, focalizează atenția prin forța și masivitatea prezenței sale, care dă culoare unor personaje concepute relativ schematic în scenariu.
Rolul cel mai drag sufletului artistului este cel din piesa “Danton”, de Camil Petrescu. La premiera piesei pe scena Teatrului Național din București, Dinu Săraru a scris: “Mircea Albulescu –în Danton- o creație unică, ilustrând dezlănțuirea unui talent unic. Un moment de referință în teatrul românesc modern”.
Mircea Albulescu a jucat în multe dintre filmele regizate de Sergiu Nicolaescu (Dacii, 1967, Mihai Viteazul, 1970, Zile fierbinți, 1975, Revanșa, 1978, Pentru patrie, 1978, Nea Mărin miliardar, 1979, Mihail, cîine de circ, 1979, Capcana mercenarilor, 1980, Wilhelm Cuceritorul, 1982, Viraj periculos, 1983, Ziua Z, 1985, Noi, cei din linia întîi, 1986) și aproape toate filmele lui Mircea Veroiu (Somnul insulei, 1994, Semnul șarpelui, 1981, Mînia, 1977, Șapte zile, 1973, Scrisorile prietenului, 1997, Dincolo de pod, 1976, Artista, dolarii și ardelenii, 1980, Craii de Curtea Veche, 1995).
A avut roluri importante în filme regizate de: Francis Ford Coppola (Tinerețe fără tinerețe, 2007), Radu Gabrea (Prea mic pentru un război atît de mare, 1970, Dincolo de nisipuri, 1974, Rosenemil, 1993), Manole Marcus (Actorul și sălbaticii, 1975), Mircea Daneliuc (Cursa, 1975, Ediție specială, 1980), Alexa Visarion (Înghițitorul de săbii, 1981), Nicolae Mărgineanu (Flăcări pe comori, 1987, Un om în loden, 1979,), Nicolae Breban (Printre colinele verzi, 1971), Dinu Tănase (La capătul liniei, 1982), Mircea Drăgan (Columna, 1968, Brațele Afroditei, 1978), Mircea Moldovan (Totul se plătește, 1986), Andrei Blaier (Momentul adevărului, 1989).
Autor al unor volume de versuri: “Vizite”, “Pajura singurătăți”, “ Fluture în lesă de aur”, “Clanțe”, “Ultimele noduri” și proză: “Bilete de favoare”, “Baraka” și “Bazar sentimental”.
Într-un interviu din anul 2011 spunea că nu-i sfătuiește pe copii să învețe nicio poezie pe dinafară, ci s-o citească de mai multe ori, ca și când ar fi prima dată și vor descoperi tot mai multe cu fiecare lectură.
Este membru al Uniunii Ziariștilor și doctor în arte. 
În perioada 30 decembrie 1992 – 4 aprilie 1994, Mircea Albulescu a deținut funcția de secretar de stat în Ministerul Culturii, fără a fi membru al vreunui partid politic. Membru al Senatului UNITER (din 2002), al Uniunii Cineaștilor din România, al Uniunii Scriitorilor din România și al Uniunii Ziariștilor Profesioniști din România.
A primit "Ordinul Meritul Cultural" și "Ordinul Serviciul Credincios" în grad de Comandor.
În perioada 1985-2005, a fost profesor la Universitatea de Teatru și Film din București, printre studenții săi numărându-se: Adrian Titieni, Irina Movilă, Florin Piersic jr., Elvira Deatcu, Manuela Hărăbor și Dragoș Bucur.
Din anul 2011 are o stea care-i poartă numele pe Aleea Celebrităților din Piața Timpului, alături de alte personalități ale vieții culturale românești: Florin Piersic, Victor Rebengiuc, Radu Beligan, Amza Pellea (postum), Maia Morgenstern, Alexandru Tocilescu, Tamara Buciuceanu-Botez, Ileana Stana Ionescu, Draga Olteanu Matei și Sebastian Papaiani.
La data de 8 aprilie 2016, la vârsta de 81 de ani, a încetat din viață. Din 2013, un teatru din provincie îi poartă numele: "Teatrul Proiect Câmpina Mircea Albulescu".

## Filmografie[14]
- Mitrea Cocor (1952)
- Nepoții gornistului (1953)
- Răsare soarele (1954)
- Desfășurarea (1954)
- Alarmă în munți (1955)
- Pe răspunderea mea (1956)
- Pasărea furtunii (1957)
- Dacii (1967)
- Game pentru televiziune (1968)
- Vin cicliștii (1968)
- Columna (1968) - dublaj de voce Tiberius
- Neînfricații (1969) - Șeful Agiei
- Sentința (1970)
- Prea mic pentru un război atît de mare (1970)
- Canarul și viscolul (1970)
- Mihai Viteazul (1971)
- Printre colinele verzi (1971)
- Trenul blindat (1972)
- Der Seewolf - Lupul mărilor (1972)
- Puterea și adevărul (1972)
- Săgeata căpitanului Ion (1972)
- Bariera (1972)
- 7 zile (1973)
- Capcana (1974)
- Dincolo de nisipuri (1974) - Che Andrei
- Trei scrisori secrete (1974)
- Tatăl risipitor (1974)
- Actorul și sălbaticii (1975) - Friedmann
- Nu filmăm să ne-amuzăm (1975)
- Zile fierbinți (1975)
- Cursa (1975)
- Dincolo de pod (1976)
- Ultima noapte a singurătății (1976)
- Războiul independenței (Serial TV) (1977)
- Tufă de Veneția (1977)
- Prețul succesului (1977) - comisarul Braun
- Acțiunea „Autobuzul” (1978)
- Mînia (1978)
- Ediție specială (1978)
- Pentru patrie (1978) - col. Mihail Cerchez
- Revanșa (1978)
- Avaria (1978)
- Drumuri în cumpănă (1979) - țăranul Octavian Borcea
- Nea Mărin miliardar (1979) - banditul care a răpit fata
- Brațele Afroditei (1979)
- Un om în loden (1979)
- Vacanță tragică (1979)
- Mihail, cîine de circ (1979)
- Cumpăna (1980)
- Artista, dolarii și ardelenii (1980)
- Ancheta (1980)
- Capcana mercenarilor (1981)
- Semnul șarpelui (1982)
- Orgolii (1982) - laborantul Anania
- Înghițitorul de săbii (1982)
- Cucerirea Angliei (1982)
- La capătul liniei (1983) - Crișan
- Viraj periculos (1983)
- Dragostea și revoluția (1983)
- Amurgul fântânilor (1984)
- Horea (1984) - Xaverius Vaida
- Lansarea (1984)
- Ziua Z (1985)
- Trenul de aur (1986) - mecanic de locomotivă
- Noi, cei din linia întîi (1986) - tatăl slt. Lazăr
- Punct... și de la capăt (1987)
- Cuibul de viespi (1987)
- Anotimpul iubirii (1987)
- Cale liberă (1987)
- Totul se plătește (1987)
- Cântec în zori (1987)
- Flăcări pe comori (1988)
- Fiul stelelor (1988) - voce
- Dreptatea (1989)
- Momentul adevărului (1989)
- Vreme trece, vreme vine (1989) - scurtmetraj, regia: Octavian Branzei
- Portret anonim – autor necunoscut (1989) - (nedifuzat)
- Călătorie de neuitat (1989)
- Misiunea (1989)
- Serenadă pe Dunăre (1989)
- Fără drept de corespondență (1990)
- Rămînerea (1991)
- Strada felinarelor stinse (1991)
- Drumul câinilor (1991)
- Capul de rățoi (1992)
- Mandroid (1993) - Doctor
- Rosenemil - O tragică iubire (1993) - Directorul
- Trahir (1993) - Ministrul strain
- Cel mai iubit dintre pămînteni (1993) - deținutul-gardian „Grecul”
- Somnul insulei (1994)
- Ultimul mesager (1994)
- Le travail de furet (1994)
- Le passage (1994)
- Scrisorile prietenului (1995)
- Craii de Curtea Veche (1996)
- Ochii care nu se văd (1996) - Iancu (filmat în perioada decembrie '89 - 1995)
- Semne în pustiu (1996)
- Detectiv fără voie (2001)
- Tandrețea lăcustelor (2002) - Iorgu
- Al matale, Caragiale (2002)
- 18:36 (2003)
- Căsătorie imposibilă (2004) - Fane Bancorex
- Ticăloșii (2007)
- Tinerețe fără tinerețe (2007)
- O legendă vie (2007) - narator
- Fetele marinarului - serial TV (2008) - prof. Bradea
- Carol I - Un destin pentru România (2009)
- Căpșuni în aprilie (2009)
- Zi că-ți place de Valentin Nicolau, docufiction TVR, regia Cornel Mihalache (2014)
- Ana (2014)
- Omulan! (2015) - Dumnezeu (voce)
- Aniversarea / Confesiunea (2015) - Radu Măligan

## Teatru (selecție)
Spectacole de absolvență în cadrul I. A. T. C.:
- Satin în Azilul de noapte de Maxim Gorki;
- Alexei în Tragedia optimistă de Vsevolod Vîșnevski;
- Tudor în Furtună în munți de Laszlo și Deszo Jenia, Căsuța de la marginea orașului de Alexei Arbuzov.

Teatrul „Bulandra” din București:
- Cloșca în Horia de Mihail Davidoglu, regia: Dan Nasta, 1956
- Kostiumov în Liubov Iarovaia de Konstantin Andreevici Treniov, regia: W. Siegfried, 1956
- Electricianul în Hanul de la răscruce de Horia Lovinescu, regia: W. Siegfried, 1957
- File în Omul care aduce ploaia de Richard Nash, regia: Liviu Ciulei, 1957
- Lopahin în Livada de vișini de Anton Pavlovici Cehov, regia: Marietta Sadova, 1958
- Mihai Roznovanu în Dacă vei fi întrebat de Dorel Dorian, regia: Dinu Negreanu, 1959
- Bocu în Întoarcerea de Mihai Beniuc, regia: Ion Olteanu, 1960
- Walter în Un strugure în soare de Lorraine Hansberry, regia: Lucian Pintilie, 1961
- Horațiu în O singură viață de Ionel Hristea, regia: Lucian Pintilie, 1962
- Balthasar în Comedia erorilor de William Shakespeare, regia: Lucian Giurchescu, 1963
- Egist în Orestia de Eschil, regia: Val Mugur, 1964
- Nicolas d’Eu în Victimele datoriei de Eugène Ionesco, regia: Crin Teodorescu, 1968
- Regele George al III-lea în Nebunia regelui George de Alan Bennett, regia: Alexandru Darie și Petre Bokor, 2004

Teatrul de Comedie din București:
- Achile în Troilus și Cresida de William Shakespeare, regia: David Esrig, 1965
- Horațiu în Șeful sectorului suflete de Alexandru Mirodan, regia: Moni Ghelerter, 1966
- Dacian în Capul de rățoi de G. Ciprian, regia: David Esrig, 1966
- Voievodul Basarab în Croitorii cei mari din Valahia de Alexandru Popescu, regia: Lucian Giurchescu, 1969. Acest spectacol a fost jucat și la Ploiești, în regia lui Emil Mandric.
- Uria Schaley în Dispariția lui Galy Gay de Bertolt Brecht, regia: Lucian Giurchescu, 1969
- Ligurio în Mandragora de Niccolò Machiavelli, regia: Dinu Cernescu și Mircea Albulescu, 1970
- Bucătarul în Mutter Courage de Bertolt Brecht, regia: Lucian Giurchescu, 1972
- Buffalo Bill în Buffalo Bill și indienii de Arthur L. Kopit, regia: Lucian Giurchescu, 1973

Teatrul Național „I. L. Caragiale din București:
- Lupii de BOUREANU, RADU
- Danton în Danton de Camil Petrescu, regia: Horea Popescu, 1974
- Lord Hastings în Richard al III-lea de William Shakespeare, regia: Horea Popescu, 1976
- Raoul în Cavoul de familie de Pierre Chesnot, regia: Sanda Manu, 1980
- Cherea în Caligula de Albert Camus, regia: Horea Popescu, 1981
- Agamemnon în Ifigenia de Mircea Eliade, regia: Ion Cojar, 1981
- Evens în Marea de Edward Bond, regia: Horea Popescu, 1987
- Ilie Candrea în Capcana de Platon Pardău, regia: Anca Ovanez Doroșenco, 1989
- Arscott în Cine are nevoie de teatru de Timberlake Wertenbaker, regia: Andrei Șerban, 1990
- Sir în Cabinierul de Ronald Harwood, regia: Ion Cojar, 1991
- Regele ondinelor în Ondine de Jean Giraudoux, regia: Horea Popescu, 1994
- Miron în De Crăciun după Revoluție de Virgil Tănase, regia: Virgil Tănase, 1994, 1995
- Bill Rice în Cabotinul de John Osborn, regia: Alice Barb, 1996
- Bernardo Guy în Numele trandafirului de Umberto Eco, regia: Grigore Gonța, 1998
- Satin în Azilul de noapte de Maxim Gorki, regia: Ion Cojar, 1998
- Farfuridi în O scrisoare pierdută de I. L. Caragiale, regia: Alexandru Tocilescu, 2000
- Prințul Abrezcov în Cadavrul viu de Lev N. Tolstoi, regia: Gelu Colceag, 2001
- Andy Ladd în Scrisori de dragoste de Albert Ramsdell Gurney, regia: Mircea Cornișteanu, 2001
- Generalul în Legenda ultimului împărat de Valentin Nicolau, regia: Alice Barb, 2002
- Papură-Vodă în Sânziana și Pepelea de Vasile Alecsandri, regia: Dan Tudor, 2006
- Firs, bătrân lacheu în Livada de vișini de A. P. Cehov, regia Felix Alexa, 2010
- Profesorul în Vizita bătrânei doamne de Friedrich Dürrenmatt, regia: Alexander Morfov, 2011

## Teatru  de televiziune
- Castelul pălărierului, regia Dan Puican[15]
- Casa de piatră, regia Lucian Pintilie;
- S-a întâmplat în București, regia Lidia Ionescu;
- În așteptarea zorilor, realizator Nicolae Motric;
- Iulius Fucik, regia Nicolae Motric;
- Un caz ciudat, regia Nicolae Motric;
- Sabia lui Damocles, regia Petre Sava Băleanu;
- Piața Ancorei, regia Nicolae Motric;
- Un copil ca tine, regia Iosif Bata;
- Ucigașii, regia Iosif Sava Băleanu;
- Sisif și moartea, regia Cornel Todea;
- Tamerlan, regia Lidia Ionescu;
- Volpone, regia Lidia Ionescu;
- Vizită pe o mică planetă, regia Cornel Todea;
- Chestie de metodă, regia Radu Miron;
- Un joc neobișnuit, regia Nicolae Motric;
- Furtuna, regia Letiția Popa;
- Pe 40 metri UMF, regia Nicolae Motric;
- Perla și stridia, regia Cornel Todea;
- Andersen, regia Ion Barna;
- Pană de automobil, regia Nicolae Motric;
- Seară de toamnă, regia Cornel Todea;
- Moartea lui Bessie Smith, regia Cornel Todea;
- Accidentul, regia Ion Barna;
- Subprefectul, regia Letiția Popa;
- Fum, regia Letiția Popa;
- Patima fara sfarsit, regia Cornel Todea;
- Michelangelo, regia Sanda Manu;
- Șase personaje în căutarea unui autor, regia Letiția Popa;
- Trandafirul alb, regia Tudor Eliad;
- Promoteu, regia Dinu Cernescu;
- Caligula, regia Horea Popescu;
- Cum ajunge cineva om politic, realizator Constantin Dicu;
- Capul de rățoi, regia Constantin Dicu;
- Pluta meduzei, regia Nae Cosmescu;
- Patima de sub ulmi, regia Dinu Cernescu;
- Don Carlos, regia Eugen Todoran;
- Don Juan sau dragostea pentru geometrie, regia Eugen Todoran;
- Profesionistul, regia Horea Popescu.

## Teatru radiofonic (selecție)
- Madona, de Tudor Mușatescu
- Trenurile mele, de Tudor Mușatescu - Nacu
- Croitorii cei mari din Valahia, de Alexandru Popescu, 1994
- Huhurezul, de Giovanni Maria Cecchi, 1996
- Bătrânul și marea, de Ernest Hemingway, 1996
- Bădăranii de Carlo Goldoni, 1999
- Alunecând într-o prună, de Sânziana Popescu, 2000
- Omul și balena, de Dan Tărchilă, 2002
- Ieri după Shakespeare sau Visul unui președinte de Pușa
- Roth, 2007

## Activitate regizorală
- Întâlniri, de Horia Lovinescu, Teatrul de Comedie, București, 1971
- Mandragora, de Niccolò Machiavelli, în colaborare cu Dinu Cernescu, Teatrul de Comedie, București, 1970
- Victimele datoriei, de Eugène Ionesco, Teatrul „Toma Caragiu”, Ploiești, 1990
- Ultima oră, de Mihail Sebastian, în colaborare cu Anca Ovanez Doroșenco, Teatrul Național, București, 2003

## Beletristică
Articole în revistele „Teatrul”, „Cinema”, „Contemporanul”; ziarele „România liberă”, „Libertatea” (rubrică permanentă: „Bilete de favoare”, 1991–1993),„Actualitatea” (rubrica pe teme sociale „Partidul bunicilor, 1996), „Cronica Română” (rubricile „Bazar sentimental”, 1998–2000 și „Fluture în lesă”, începând din 2002) ș.a. Realizator de emisiuni radiofonice și de televiziune.
Poezie
- Vizite, București: Cartea Românească, 1985, 167 p.
- Pajura singurătăți; ediție ilustrată de Marcel Chirnoagă. București: R.A.I. “Coresi”, 1994, 104 p.
- Fluture în lesă de aur, versuri și proză, București: R.A.I. “Coresi”, 2002, 192 p.
- Clanțe, București: Editura Coresi, 2005
- Ultimele noduri..., ilustrații de Eduard Rudolf Roth. Iași: Ars Longa, 2010, 142 p.
- Pardon, 80;  București: Tracus Arte, 2015, 160 p.

Proză 
- Bilete de favoare, București: R.A.I. “Coresi”, 1996, 205 p.
- Baraka, bunii mei… (publicistică), București: Editura Eminescu, 1998[16]
- Bazar sentimental, versuri și proză, București: Cartea Românească, 2000

## Premii
- Premiul de interpretare al Asociației Cineaștilor pentru rolul Pavel Stoian din Puterea și Adevarul, 1972[6]
- Premiul de Excelență pentru contribuția deosebită adusă la afirmarea filmului românesc, acordat de Centrul Național al Cinematografiei Ordinul Serviciul Credincios în grad de Comandor, 2000
- Premiul Național pentru întreaga activitate artistică, acordat de Ministerul Culturii și Cultelor, 2003[17]
- Premiul Academiei Române 2004 pentru cei 50 de ani de "creație interpretativă în arta teatrală și cinematografică",[18]
- Premiul pentru întreaga activitate, primit la Gala Premiilor UNITER 2005.[17]
- Premiul Aristizza Romanescu pentru artele spectacolului, Academia Română, 2006
- Premiul de excelență la cea de-a opta ediție a Festivalului Internațional de Film Transilvania (6 iunie 2009) [19]
- Premiul VI-actorie, premiul publicului și declarea lui Mircea Albulescu ca Ambasador al Umanității.[20]
- Premiul de excelență în cadrul Galei de închidere a Festivalului Comediei Românești, festCO (15 - 22 mai 2010)[21]
- Premiul de Excelență acordat în cadrul Galei Radio România Cultural, 2015
- Diploma de Onoare și Medalia Jubiliară „Magna cum laude” acordate de Senatul Universității Naționale de Artă Teatrală și Cinematografică „I. L. Caragiale”, București
- Premii de interpretare la diferite festivaluri naționale și internaționale de teatru
- Cetățean de Onoare al orașului București

### Decorații
- Medalia „Meritul Cultural” clasa a II-a (16 decembrie 1972) „pentru merite deosebite în opera de construire a socialismului, cu prilejul aniversării a 25 de ani de la proclamarea Republicii”[22]
- Ordinul „Meritul Cultural” clasa a IV-a (16 decembrie 1972) „pentru merite deosebite în opera de construire a socialismului, cu prilejul aniversării a 25 de ani de la proclamarea Republicii”[23]
- Ordinul național „Serviciul Credincios” în grad de Comandor (1 decembrie 2000) „pentru realizări artistice remarcabile și pentru promovarea culturii, de Ziua Națională a României”[24]
- Ordinul Meritul Cultural în grad de Mare Ofițer, 2004